# Mors (gud)
 For alternative betydninger, se Mors (flertydig). (Se også artikler, som begynder med Mors)
I romersk mytologi er Mors dødens gud.
Mors pendant i græsk mytologi er Thanatos.
| Mytologi | Spire Denne artikel om mytologi er en spire som bør udbygges. Du er velkommen til at hjælpe Wikipedia ved at udvide den. |